# Kallistos Ware
 (mars 2016).
Si vous disposez d'ouvrages ou d'articles de référence ou si vous connaissez des sites web de qualité traitant du thème abordé ici, merci de compléter l'article en donnant les références utiles à sa vérifiabilité et en les liant à la section « Notes et références ».
Pour les articles homonymes, voir Ware.
Kallistos Ware (né Timothy Ware le 11 septembre 1934 à Bath et mort le 24 août 2022 à Oxford) est un évêque métropolite britannique de l'Église orthodoxe dépendant du Patriarcat œcuménique de Constantinople au Royaume-Uni.
Il est l'auteur de nombreux ouvrages sur l'Église et la Foi chrétienne orthodoxe. De 1966 à 2001, il a été conférencier en Études orthodoxes à l'université d'Oxford. Depuis 1982, il est évêque titulaire de Diokleia. En 2007, il est devenu Métropolite titulaire de Diokleia.

## Biographie
Né Timothy Ware en Angleterre, à Bath (Somerset), Kallistos Ware a été élevé dans la foi de l'Église anglicane. Son éducation s'est déroulée à la Westminster School à Londres (pour laquelle il avait obtenu une bourse) et au Magdalen College de l'Université d'Oxford, où il a obtenu une double maîtrise en Langues classiques (Classics) et Théologie. Il a également fait des études de lettres classiques à l'Université américaine de Princeton. En 1958, à l'âge de 24 ans, il a embrassé la foi Chrétienne Orthodoxe. Il a ensuite voyagé en Grèce, passant beaucoup de temps au Monastère Saint-Jean-le-Théologien de Patmos. Il a aussi fréquenté d'autres lieux importants de l'Orthodoxie comme Jérusalem et le Mont Athos. Lorsqu'il était encore laïc, il a passé 6 mois au Canada, au Monastère de l'Eglise Orthodoxe Russe à l'étranger. Dans l'édition 1964 de son livre L'Eglise Orthodoxe, Ware est décrit comme « travaillant à Montréal avec l'Eglise Orthodoxe Russe en exil ».
En 1966, il est ordonné prêtre au sein du Patriarcat œcuménique et est tonsuré comme moine sous le nom de « Kallistos ».

### Vie professionnelle et académique
Dans la même année 1966, Kallistos Ware est devenu conférencier en Études Orthodoxes à l'Université d'Oxford, un poste qu'il a occupé pendant 35 ans jusqu'à sa retraite. En 1970, il a été nommé Fellow au Pembroke College à Oxford et en 1982, il est consacré évêque, devenant évêque auxiliaire avec le titre d' « évêque de Diokleia », avec la tâche d'assister dans ses fonctions l'évêque de l'archidiocèse de Thyateira et de Grande-Bretagne (Patriarcat œcuménique). Malgré sa consécration, Ware est resté à Oxford et a continué à accomplir ses deux fonctions de prêtre de paroisse de la communauté grecque orthodoxe et aussi de conférencier à l'Université.
Depuis sa retraite en 2001, il a continué à publier et à donner des conférences sur l'Orthodoxie. Jusqu'à il y a peu de temps, il a été le président du directoire de l'Institute for Orthodox Christian Studies de Cambridge. Il est le président du groupe des Amis de l'Orthodoxie de l'île de Iona et des Amis du Mont Athos.
Le 30 mars 2007, le Saint Synode du Patriarcat œcuménique a élevé le Diocèse de Diokleia au rang de métropole et Mgr Kallistos au rang de Métropolite de Diokléia. Le 9 octobre 2018, pour sa contribution exceptionnelle à la théologie orthodoxe, la Nouvelle université géorgienne a décerné au métropolite Kallistos Ware de Diokleia le titre de docteur honoris causa.

## Publications
Mgr Kallistos Ware est surtout connu comme l'auteur de The Orthodox Church 2 publié en 1963, avant son ordination à la prêtrise, ouvrage plusieurs fois révisé. Ce livre a été édité en français en 1968 par Desclée de Brouwer sous le titre L'Orthodoxie : l'Église des sept Conciles. Avec G.E.Palmer et Philip Sherrard, il a commencé à traduire la Philocalie en anglais (quatre volumes sur cinq ont déjà été publiés). En France, les éditions du Cerf davantage et Desclée de Brouwer ont publié les traductions des ouvrages anglais.

## Ouvrages

### En anglais
- The Orthodox Church, 2e éd. (Pelican, 1993  (ISBN 0140146563))
- The Orthodox Way (St Vladimir's Seminary Press, 1995,  (ISBN 0913836583))
- The Inner Kingdom: Collected Works, vol. 1 (St Vladimir's Seminary Press, 2000,  (ISBN 0881412090))
- In the Image of the Trinity: Collected Works, vol. 2 (St Vladimir's Seminary Press, 2006,  (ISBN 0881412252))
- Communion and Intercommunion (Light & Life, 1980,  (ISBN 0937032204))
- How Are We Saved?: The Understanding of Salvation in the Orthodox Tradition (Light & Life, 1996,  (ISBN 1880971224))
- Praying with Orthodox Tradition (Abingdon, 1990,  (ISBN 0281044317))
- Eustratios Argenti: A Study of the Greek Church under Turkish Rule (Clarendon, 1964, ASIN B0006BMI94)

### En français
- L'Approche de Dieu dans la tradition orthodoxe, Desclée de Brouwer, Paris, 1992.
- L'Ordination de femmes dans l'Église orthodoxe, Cerf, Paris, 1998 (avec Élisabeth Behr-Sigel et Mère Théodora)
- L'Orthodoxie : L'Église des sept Conciles, Éditions du Cerf, Paris, 2002 (avec Françoise Lhoest).
- Tout ce qui vit est saint, Cerf, Paris, 2003.
- Approches de Dieu dans la voie orthodoxe : précédé d'Autobiographie, Cerf, Paris, 2004.
- Le royaume intérieur, Éditions du Cerf, Paris, 2004 (avec Maxime Egger et Lucie Egger).
- L'île au-delà du monde, Éditions du Cerf, Paris, 2006 (avec Françoise Lhoest et Maxime Egger).
- L'Eglise orthodoxe en Europe orientale au XXe siècle, Cerf, Paris, 2009 (avec Christine Chaillot).

Il a également été co-auteur de plusieurs volumes et en a édité et traduit d'autres.